# Golf de Jumièges
Le golf de Jumièges est un parcours de golf situé à Jumièges (Seine-Maritime), dans le parc naturel régional des Boucles de la Seine normande.

## Accès au golf
- Accès en train : Gare de Rouen-Rive-Droite
- Accès en avion : Aéroport Rouen Vallée de Seine